# Періко рожевогорлий
Періко рожевогорлий (Polytelis alexandrae) — вид папуг з родини Psittaculidae. Ендемік Австралії.

## Назва
Назва виду була дана на честь принцеси Олександри Данської, яка в 1863 році вийшла заміж за принца Уельського Едуарда VII і згодом стала королевою Сполученого Королівства.

## Поширення
Вид поширений в посушливій зоні на північному заході Південної Австралії, південному заході Північної території та більшої частини внутрішньої Західної Австралії. Ареал виду охоплює Велику піщану пустелю, пустелю Гібсона, Танамі та Велику пустелю Вікторія.

## Опис
Птах завдовжки до 45 см. Вага — 120 г. Верх голови світло-блакитний, спина ніжна, оливково-зеленого кольору, покриви крил світло-блакитні, підборіддя і горло рожеві. Хвіст дуже довгий, синьо-зелений.

## Спосіб життя
Зазвичай папуг можна помітити серед піщаних дюн, де вони харчуються різноманітним насінням, а також квітами, плодами та листям кущів і дерев.